# Буран Андрій Володимирович
Андрі́й Володи́мирович Бура́н — полковник Збройних сил України; учасник російсько-української війни.

## З життєпису
У травні 2014 року мав посаду начальника штабу 3-го Окремого полку спеціального призначення, фактично командував гарнізоном в Донецькому аеропорту і мав безпосереднє відношення до першої локальної перемоги української армії у російсько-українській війні 26 травня 2014-го..

## Нагороди
2 серпня 2014 року — за особисту мужність і героїзм, виявлені у захисті державного суверенітету та територіальної цілісності України, вірність військовій присязі під час російсько-української війни, відзначений — нагороджений орденом Богдана Хмельницького III ступеня.